# Liste de statues équestres de Bulgarie
Cet article recense les statues équestres en Bulgarie.

## Liste
| Œuvre                                            | Auteur                 | Commune        | Localisation                                         | Notes                                                                                     | Installation | Coordonnées                       | Illustration                                     |
| ------------------------------------------------ | ---------------------- | -------------- | ---------------------------------------------------- | ----------------------------------------------------------------------------------------- | ------------ | --------------------------------- | ------------------------------------------------ |
| Statue équestre d'Asparoukh                      | Velichko Minekov (en)  | Dobritch       |                                                      | Asparoukh                                                                                 | 1981         | à géolocaliser                    | Image manquante                                  |
| Statue équestre de Dobrotitsa                    |                        | Dobritch       |                                                      | Dobrotitsa (en)                                                                           |              | à géolocaliser                    | Statue équestre de Dobrotitsa                    |
| Statue équestre d'Ivan Kolev                     | Aleksander Haitov (bg) | Dobritch       |                                                      | Ivan Kolev (en)                                                                           | 2016         | à géolocaliser                    | Image manquante                                  |
| Statue équestre de Don Quichotte et Sancho Panza | Georgi Tchapkanov (bg) | Gabrovo        | Parvis de la maison de l'humour et de la satire (en) | Don Quichotte, Sancho Panza                                                               | 1993         | à géolocaliser                    | Statue équestre de Don Quichotte et Sancho Panza |
| Statue équestre de Tchardafon                    |                        | Gabrovo        |                                                      | Tchardafon (en)                                                                           |              | à géolocaliser                    | Statue équestre de Tchardafon                    |
| Monument à Asparoukh                             |                        | Isperih        |                                                      | Asparoukh                                                                                 |              | 43° 42′ 55″ nord, 26° 49′ 39″ est | Monument à Asparoukh                             |
| Statue équestre de Georgi Benkovski              | Hristo Tanev (bg)      | Koprivchtitsa  |                                                      | Georgi Benkovski                                                                          | 1976         | 42° 52′ 47″ nord, 25° 19′ 06″ est | Image manquante                                  |
| Monument au fondateur de Lovetch                 |                        | Lovetch        |                                                      |                                                                                           | 2007         | 43° 08′ 06″ nord, 24° 43′ 02″ est | Monument au fondateur de Lovetch                 |
| Monument aux morts                               |                        | Mezdra         |                                                      | Georges de Lydda                                                                          |              | 43° 08′ 41″ nord, 23° 42′ 50″ est | Monument aux morts                               |
| Statue équestre de Krakra                        |                        | Pernik         |                                                      | Krakra de Pernik (en)                                                                     |              | à géolocaliser                    | Statue équestre de Krakra                        |
| Monument aux cosaques du Don                     |                        | Pleven         |                                                      | Deux cosaques du Don                                                                      |              | à géolocaliser                    | Monument aux cosaques du Don                     |
| Statue équestre de Mikhaïl Skobelev              |                        | Pleven         |                                                      | Mikhaïl Skobelev                                                                          |              | 43° 24′ 13″ nord, 24° 37′ 01″ est | Statue équestre de Mikhaïl Skobelev              |
| Statue équestre de Kroum                         | Nikolay Savov          | Plovdiv        |                                                      | Kroum                                                                                     | 2007         | 42° 07′ 50″ nord, 24° 47′ 32″ est | Statue équestre de Kroum                         |
| Monument au tsar libérateur (en)                 | Arnoldo Zocchi (en)    | Sofia          | National Assembly Square                             | Alexandre II                                                                              | 1903         | 42° 41′ 38″ nord, 23° 19′ 57″ est | Monument au tsar libérateur (en)                 |
| Statue équestre de Giuseppe Garibaldi            |                        | Sofia          |                                                      | Giuseppe Garibaldi                                                                        |              | 42° 41′ 38″ nord, 23° 19′ 21″ est | Statue équestre de Giuseppe Garibaldi            |
| Fontaine de Saint Georges                        |                        | Sofia          |                                                      | Georges de Lydda                                                                          |              | 42° 41′ 47″ nord, 23° 19′ 51″ est | Fontaine de Saint Georges                        |
| Statue équestre de Iossif Gourko                 | Arnoldo Zocchi (en)    | Sofia          |                                                      | Iossif Gourko                                                                             | 1903         | à géolocaliser                    | Image manquante                                  |
| Statue équestre de Mikhaïl Skobelev              | Arnoldo Zocchi (en)    | Sofia          |                                                      | Mikhaïl Skobelev                                                                          | 1903         | à géolocaliser                    | Image manquante                                  |
| Statue équestre d'Asparoukh                      |                        | Streltcha (en) |                                                      | Asparoukh                                                                                 | 2011         | 42° 30′ 22″ nord, 24° 19′ 19″ est | Statue équestre d'Asparoukh                      |
| Statue équestre de Kroum                         |                        | Targovichté    | near ancient Bulgarian castle Misionis               | Kroum                                                                                     |              | à géolocaliser                    | Statue équestre de Kroum                         |
| Statue équestre de Kaloyan                       |                        | Varna          |                                                      | Kaloyan                                                                                   | 2008         | 43° 12′ 17″ nord, 27° 54′ 42″ est | Image manquante                                  |
| Monument à la dynastie Asen                      | Krum Damianov (bg)     | Veliko Tarnovo |                                                      | Ensemble de quatre statues équestres : Ivan Asen Ier, Ivan Assen II, Kaloyan et Pierre IV | 1985         | à géolocaliser                    | Monument à la dynastie Asen                      |
| Monument au héraut de la Liberté                 |                        | Vratsa         |                                                      |                                                                                           |              | 43° 11′ 53″ nord, 23° 33′ 04″ est | Monument au héraut de la Liberté                 |